# Yari Allnutt
Yari Allnutt (Baltimore, Maryland, 2 de febrero de 1970) es un exfutbolista estadounidense. 
Fue parte de la selección que compitió en los Juegos Olímpicos 1992 en Barcelona. Además, jugó cinco partidos internacionales con la selección adulta.

## Clubes
| Club                         | País           | Año       |
| ---------------------------- | -------------- | --------- |
| San Diego Nomads             | Estados Unidos | 1989      |
| Los Angeles Salsa            | Estados Unidos | 1994      |
| Inter de Tijuana             | México         | 1994-1996 |
| Irapuato                     | México         | 1996      |
| Carolina Dynamo              | Estados Unidos | 1996      |
| Kansas City Wizards (cesión) | Estados Unidos | 1997      |
| Rochester Rhinos             | Estados Unidos | 1998-2000 |
| New England Revolution       | Estados Unidos | 2001      |
| Rochester Rhinos             | Estados Unidos | 2004      |